# ザビア・クガート
ザビア・クガート（Xavier Cugat、1900年1月1日 - 1990年10月27日）は、スペイン出身でアメリカ合衆国を中心に活躍したラテン音楽のバンドリーダーである。「ルムバの王様」として知られる。英語訛りでザヴィエル・クガートとも呼ばれた。

## 生涯

### 幼少期と音楽的教育
1900年1月1日、スペイン・カタルーニャ州のジローナで生まれた。本名はフランセスク・ダシス・シャビエ・クガ・ミンガイ・デ・ブル・イ・デウロフェウ（Francesc d'Assís Xavier Cugat Mingall de Bru i Deulofeu）である。5歳の時、家族とともにキューバに移住した。ハバナにてクラシック音楽のヴァイオリニストとしての教育を受け、12歳でハバナ交響楽団のヴァイオリン奏者となる。1915年7月6日には、家族とともにニューヨークへ移住した。

### 初期キャリアと多才な活動
ニューヨークで音楽業界における活動を早期に開始し、タンゴブームの時代にヴァイオリニストとして楽団「ザ・ジゴロス」（The Gigolos）に所属した。その後、一時的に『ロサンゼルス・タイムズ』で漫画家としても活動したが、この仕事は長く続かず、音楽業界へ復帰した。ヴァイオリニストとしてよりも、編曲および指揮の分野でその才能を発揮することとなる。

### 映画音楽とバンドリーダーとしての台頭
1920年代後半、音声付き映画が普及し始めると、クガートは映画編集者として短編ミュージカル映画にタンゴ楽団の録音を導入する作業に携わった。1930年代初頭には、ザビア・クガート楽団が映画音楽で注目を集めるようになり、以降、バンドリーダーとしての活動に専念することとなった。

### ウォルドーフ・アストリアでの成功とラテン音楽への貢献
1931年、ニューヨークを代表する高級ホテルであるウォルドーフ・アストリア・ホテルの新築オープンセレモニーにザビア・クガート楽団が招かれた。彼はその後、ホテル所属楽団のリーダーに就任し、ジャック・デニーの後任として16年間、ウォルドーフ・アストリア・ホテル楽団の指揮者を務めた。この間、ロサンゼルスとニューヨークを行き来し、活動の場を広げた。
1934年には、ラジオ局の土曜番組で3時間の枠を担当するまでになった。また、数多くの映画にも出演した。1940年には、アルベルト・ドミンゲス作曲の「ペルフィディア」（Perfidia）をヒットさせ、その名を馳せた。アメリカ合衆国におけるマンボやルンバなどのラテン音楽の地位確立に大きく貢献した。1946年には、自身の作曲・演奏による「マイアミ・ビーチ・ルンバ」（Miami Beach Rhumba）がコロムビアレコードのSP盤やEPシングル盤、CBSレーベルのステレオLP盤で演奏違いで繰り返し発売され、全世界で大ヒットを記録した。

## 晩年と遺産
1970年にスペインへ帰国したが、1990年まで音楽活動を継続した。日本においてもラテン音楽愛好者の間では高い知名度を誇る。1990年10月27日、スペインのバルセロナで死去した。なお、ザビア・クガート楽団は彼の死後もしばらく活動が続けられた。